# 湘南C-X
湘南C-X（しょうなんシークロス）とは、神奈川県藤沢市辻堂駅北口周辺の大規模工場跡地を活用した再開発計画および再開発後の街の名称。住所は藤沢市辻堂神台一丁目および二丁目。
テラスモール湘南やLuz湘南辻堂といった大型商業施設やマンション、公的機関、病院、公園等によって構成される。

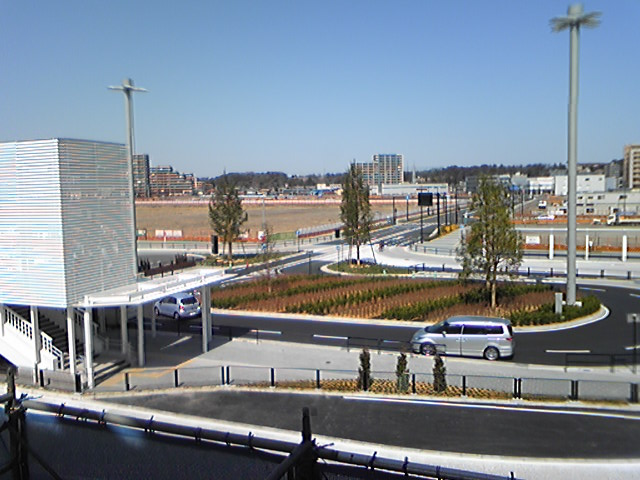
辻堂駅北口交通広場・開設当初の姿（2009年3月12日撮影）

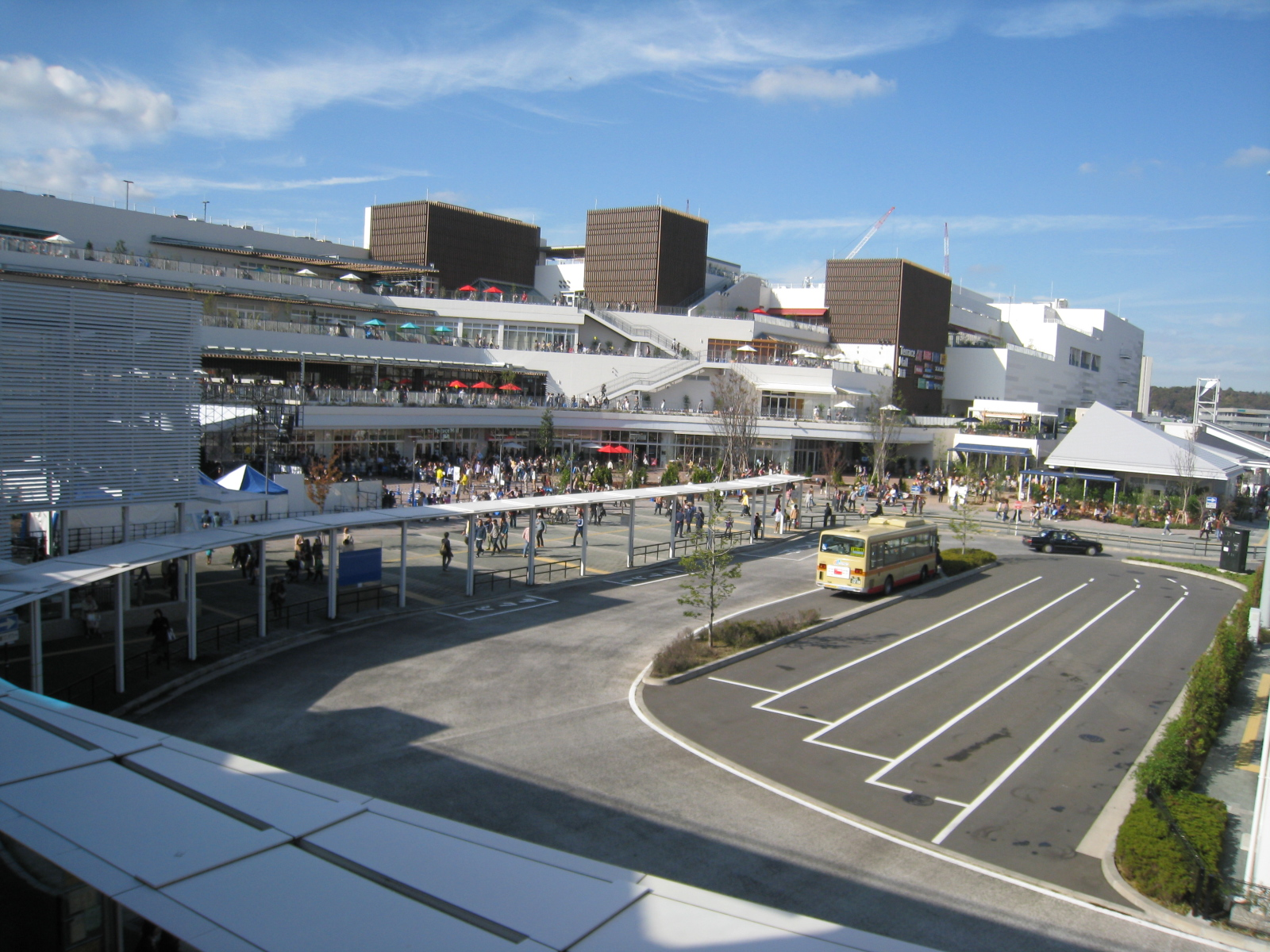
テラスモール湘南

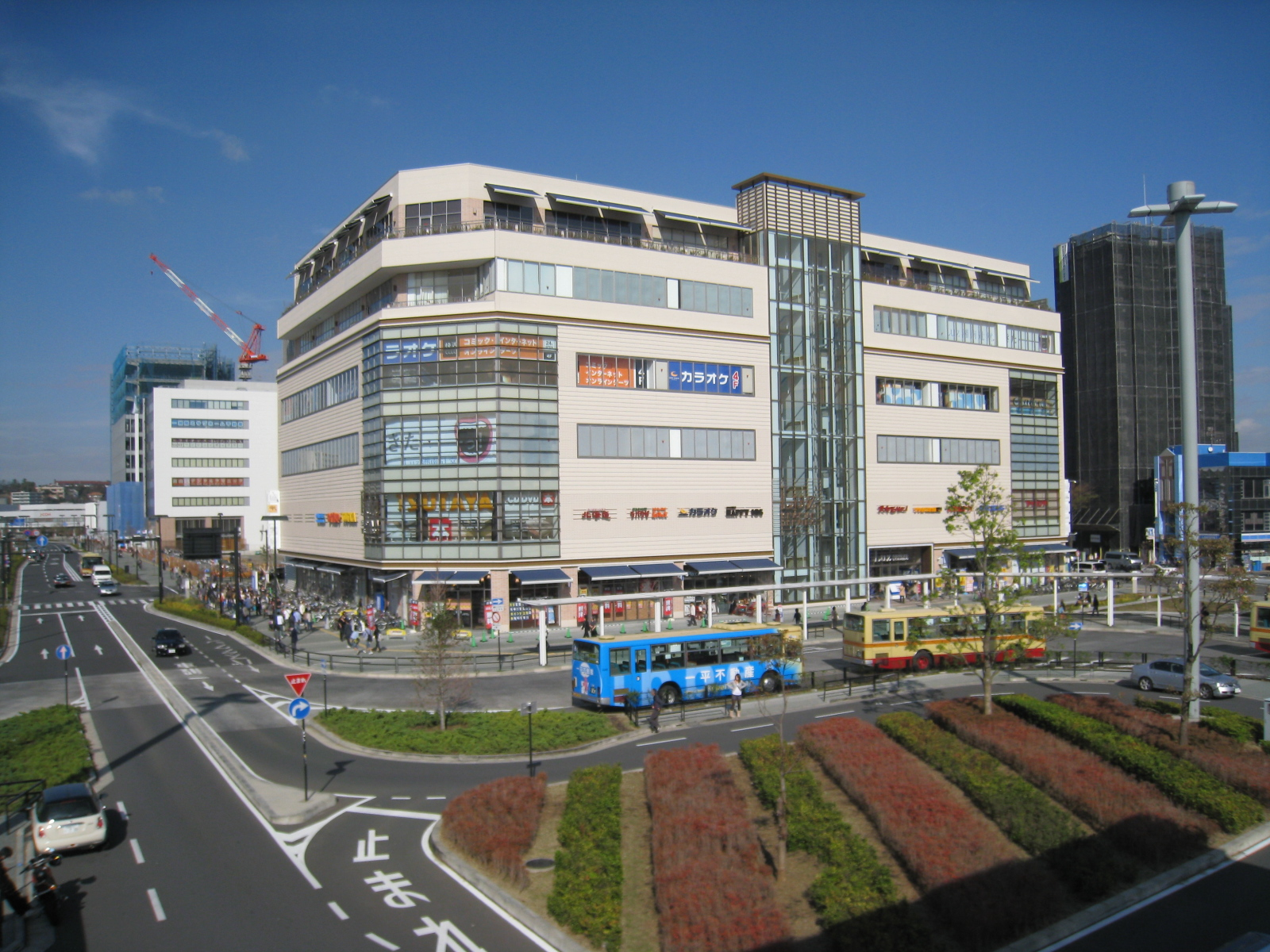
Luz湘南辻堂

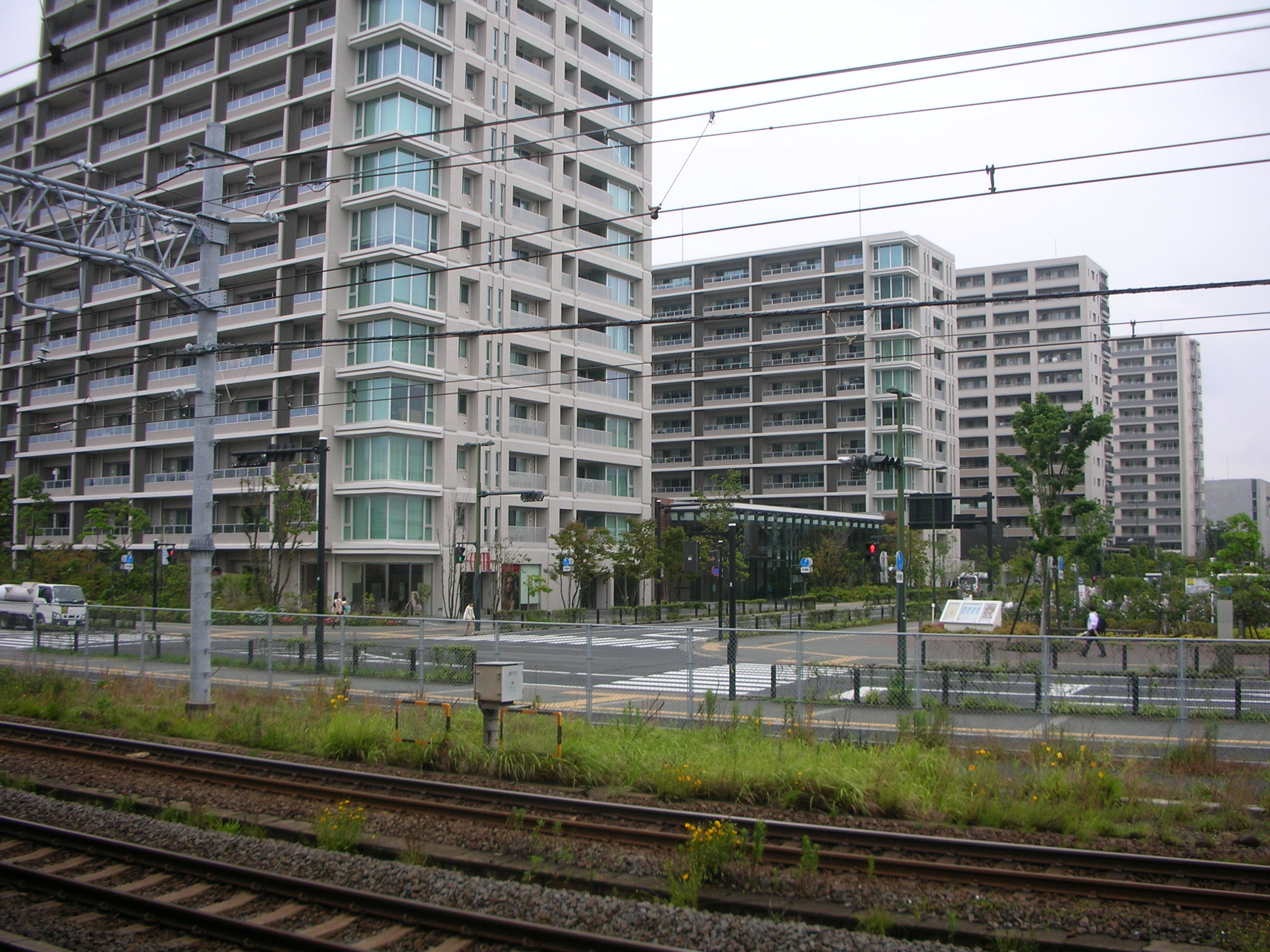
湘南シークロス（居住区）

## 概要
関東特殊製鋼の本社工場跡地を利用転換し、辻堂駅北口を中心とした多様な機能を持つ都市拠点の形成を目的に整備が進められた。面積約25haに移住人口2,300人、就業人口1万人を想定。事業主体はUR都市機構。
並行して辻堂駅ホームの拡張、西口改札口および跨線橋の改築、南口駅前広場の再整備なども行われた。
辻堂駅は茅ヶ崎市民の利用も多いことや、西口改札北側はC-X事業用地の西端に位置していることなどもあり、C-X事業には藤沢市だけでなく茅ヶ崎市も一部参画している。

## 名称の由来
2005年（平成17年）に公募され、1,675点の中から選ばれた"辻堂C-X"を修正したもの。
"C"は"City","Culture","sea"を表し、"X"は"Cross"を意味する。また、"Cross" は辻堂の「辻」につながり、"C"と"X"で「複合的」を意味する"Complex"の頭文字・末尾文字でもある。

## 歴史
- 1999年（平成11年）12月 - 関東特殊製鋼が工場機能の集約による余剰地の活用を表明
- 2001年（平成13年） - 都市基盤整備公団（現・UR都市機構）が約4.7haを取得
- 2002年（平成14年）11月 - 関東特殊製鋼が本社所在地の全面撤退を表明
- 2004年（平成16年）
  - 2月24日 - 辻堂駅周辺地区整備基本計画を策定
  - 5月12日 - 都市再生特別措置法による都市整備緊急整備地域指定（第4次）
- 2005年（平成17年）
  - 3月25日から5月13日 - 再開発地区の愛称を公募
  - 7月7日 - 再開発地区の愛称が「湘南C-X」に決定
  - 11月24日 - 辻堂駅改良事業について藤沢市・茅ヶ崎市・JR東日本の間で基本協定を締結
  - 12月13日 - 道路・公園などの都市計画決定・変更の告示
- 2006年（平成18年）
  - 3月17日 - 辻堂神台一丁目地区土地区画整理事業（UR都市機構施行）事業認可
  - 6月15日 - 都市計画道路事業認可[2]
- 2007年（平成19年）11月26日 - 辻堂駅北口バスターミナルを仮設の交通広場に移設
- 2009年（平成21年）
  - 3月11日 - 北口交通広場供用開始
  - 3月25日 - 都市計画道路事業施行期間延長認可[3]
- 2010年（平成22年）12月3日 - 第1号商業施設として、Luz湘南辻堂がオープン[4]
- 2011年（平成23年）11月11日 - 湘南地域最大のショッピングモール、テラスモール湘南がオープン[5]
- 2012年（平成24年）
  - 7月4日 - 藤沢市、茅ヶ崎市、寒川町の住人を対象としたパスポートセンターがアイクロス湘南3階に開設
  - 7月8日 - 神台公園（通称シークロス公園）が全面開園する、従来の神台公園は「神台北公園」と改名される。
  - 10月1日 - 湘南藤沢徳洲会病院が開業
- 2013年（平成25年）
  - 3月31日 - 事業完了
  - 5月29日 - ミアクチーナ湘南辻堂駅前店がオープン

## 施設

### 複合都市機能ゾーン
- Luz湘南辻堂
- テラスモール湘南
- ミアクチーナ湘南辻堂駅前店

### 広域連携機能ゾーン
- 神台公園
- 横浜地方法務局湘南支局
- ココテラス湘南
- アイクロス湘南
- オザワ・タカギビル

### 医療健康増進機能ゾーン
- 湘南藤沢徳洲会病院
- cocokara辻堂

### 産業関連機能ゾーン
- 共同油脂
- 大栄
- 住友精密工業
- 大新工業製作所
- ジェイコム湘南

## アクセス

### 道路
- 神奈川県道308号辻堂停車場辻堂線
- 国道1号（藤沢バイパス）
- 新湘南バイパス - 藤沢インターチェンジ

### 鉄道
- 東海道本線 - 辻堂駅